# KV-85
KV-85 byl sovětský těžký tank používaný během druhé světové války postavený na bázi tanku KV-1. Bylo postaveno asi 130 kusů.

## Vývoj
Na počátku Velké vlastenecké války vznikl projekt těžkého tanku, který byl vyzbrojen kanónem ráže 85 mm. Projekt tanku však byl odložen, protože neexistoval žádný německý tank, který by nešlo zničit stávajícími kanóny ráže 76 mm a pro podporu na bojišti byly vkládány naděje do tanku KV-2 vyzbrojeného kanonem ráže 152 mm. Projekt byl oživen až poté, co se Sověti na podzim 1942 měli možnost setkat s novým tankem Tiger. Začátkem druhé poloviny roku 1943 byly zahájeny prototypové zkoušky, kterých se zúčastnily dva nadějné prototypy. Prvním byl prototyp tanku IS-1, druhým byl tank KV, u kterého byla použita stejná věž, jako na prototypu tanku IS. Základem tanku KV-85 se stala korba, převzatá z tanku KV-1S. Vyznačovala se konvenčními hranatými tvary, pancéřování čela bylo vhodně skloněno. Jednotlivé pancéřové pláty byly svařované. Vpředu korby uprostřed se nacházel prostor řidiče. Napravo od něj v čelním pancíři byl pevně uložen kulomet DT ráže 7,62 mm. K pohonu sloužil vznětový motor V-2K o výkonu 600 HP. Motor byl vybaven novou překonstruovanou převodovkou s vyšší spolehlivostí. Podvozek sestával na každé straně z napínacího kola vpředu, šesti odlehčených dvojitých pojezdových kol s vnitřním tlumením, hnacího kola vzadu a třech napínacích kladek. Pojezdová kola byla individuálně odpružena torzními tyčemi. Ve věži byl lafetován kanón D-5T ráže 85 mm spolu s koaxiálním kulometem DT ráže 7,62 mm. Druhý kulomet stejného typu byl lafetován ve střílně v zadní části věže. K zamíření kanónu sloužil teleskopický zaměřovač, ve věži byl instalován pozorovací periskop. Na obou stranách věže byly otvory, umožňující střelbu do stran z osobních zbraní posádky. Vezená zásoba munice činila 70 granátů. Stejně jako v případě IS-1, tak i výroba tanků KV-85 byla záhy zastavena ve prospěch tanků T-34/85 a IS-2. Celkem bylo vyrobeno 148 tanků typu KV-85.

## Služba
Většina tanků KV-85 byla nasazena jako součást těžkých tankových pluků či těžkých pluků samohybných děl, bojujících na jižní větvi 4. ukrajinského frontu. Tanky se většinou podílely na osvobození Krymu a později celé Ukrajiny. Jestliže při bojích na Krymu měly nad německými tanky převahu, pak na Ukrajině, kde se setkaly s tanky Tiger a Panther, převahu ztrácely a výsledek vzájemného setkání závisel zejména na zkušenosti posádek a způsobu nasazení vlastní formace.

## Překonávání terénu
- Stoupání: 36°
- Svislá překážka: 1,20 m
- Příkop: 2,59 m